# Johann Ernst Gerhard der Ältere

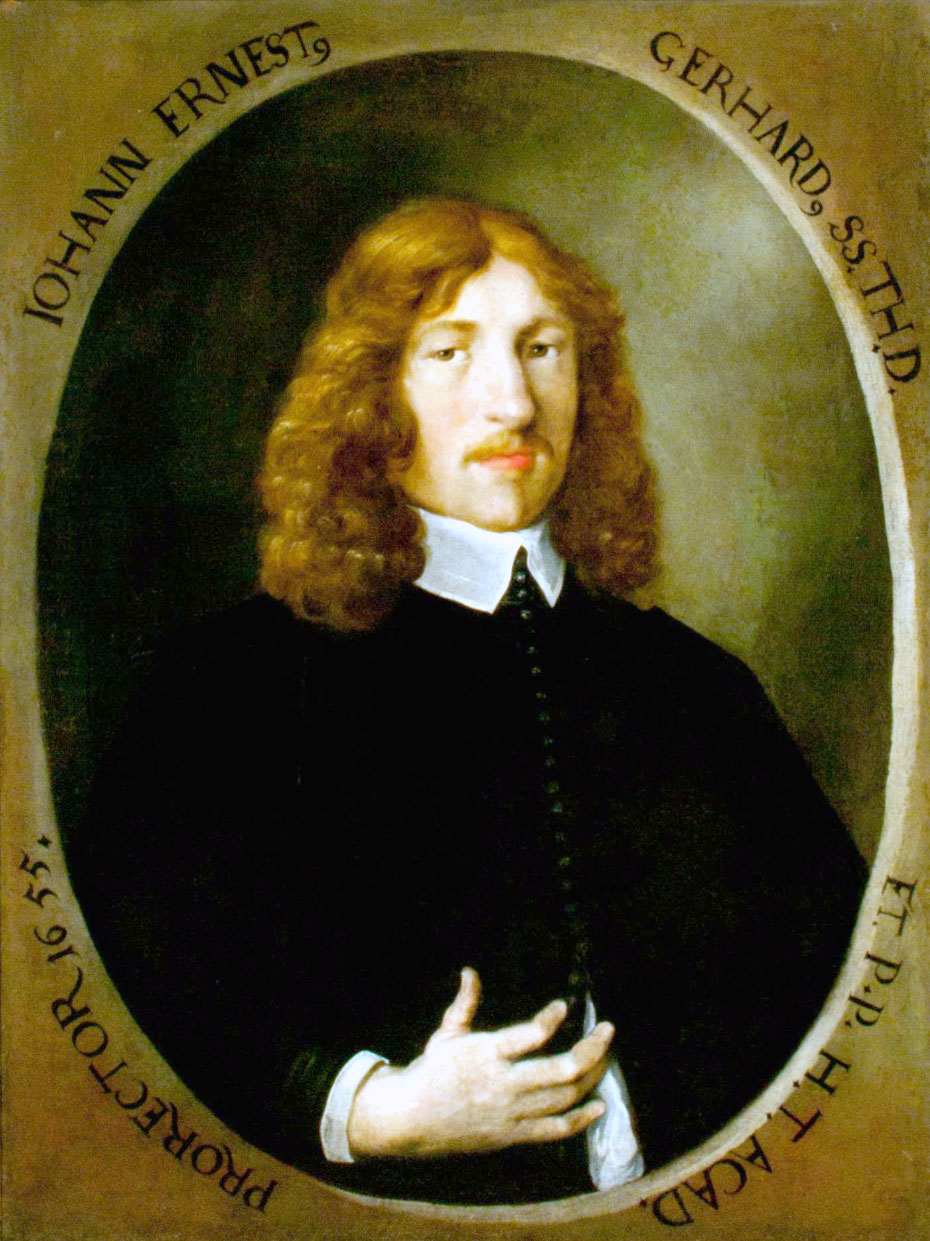
Johann Ernst Gerhard der Ältere

Johann Ernst Gerhard der Ältere (* 15. Dezember 1621 in Jena; † 24. Februar 1668 ebenda) war ein deutscher lutherischer Theologe.

## Leben
Johann Ernst Gerhard war der Sohn des Theologen Johann Gerhard und dessen Frau Maria Gerhard, geb. Mattenberg. Im Alter von 15 Jahren immatrikulierte er sich 1637 an der Universität Jena. 1640 setzte er seine Studien an der Universität Altdorf fort, kehrte 1642 nach Jena zurück und erwarb 1643 den akademischen Grad eines Magisters der Philosophie. 1646 ging er an die Universität Wittenberg, wurde Adjunkt an der Philosophischen Fakultät und begab sich 1650 auf eine Studienreise, die ihn an verschiedene Universitäten in Frankreich, Holland und der Schweiz führte. Nach seiner Rückkehr wurde er 1652 Professor der Geschichte an der Universität Jena. 1653 wurde er zum Doktor der Theologie promoviert und 1655 Professor der Theologie in Jena. Zudem beteiligte er sich an den organisatorischen Aufgaben der Salana und war in den Wintersemestern 1661 sowie 1667 Rektor der Alma Mater.
Am Tag seiner Doktorpromotion (12. Juli 1653) verheiratete er sich mit Katharina Elisabeth Plathner (* 27. Februar 1626 in Langensalza; † 11. März 1671 in Jena), der Witwe des Medizinprofessors Christoph Schelhammer. Aus dieser Ehe sind Johann Friedrich Gerhard, Johann Ernst Gerhard, Sophie Elisabeth Gerhard und Maria Elisabeth Gerhard, welche sich 1682 mit Johann Adrian Slevogt verheiratete, bekannt.

## Schriften
- Wilhelmi Schickardi Institutiones linguae Ebraeae, noviter recognitae et auctae. Accessit harmonia perpetua aliarum linguarum Orientalium, Chaldaeae, Syrae, Arabicae, Aethiopicae. Jena 1647 (Digitalisat)
- Isagoge locorum theologicorum. Jena 1657 (Digitalisat), weitere Aufl. Jena 1658
- Epitome confessionis Catholicae. Jena 1661 (Digitalisat), weitere Aufl. Jena 1662, 1663
- Sylloge decadum theologicarum. Jena 1691 (Digitalisat)